# Різдвяна піраміда

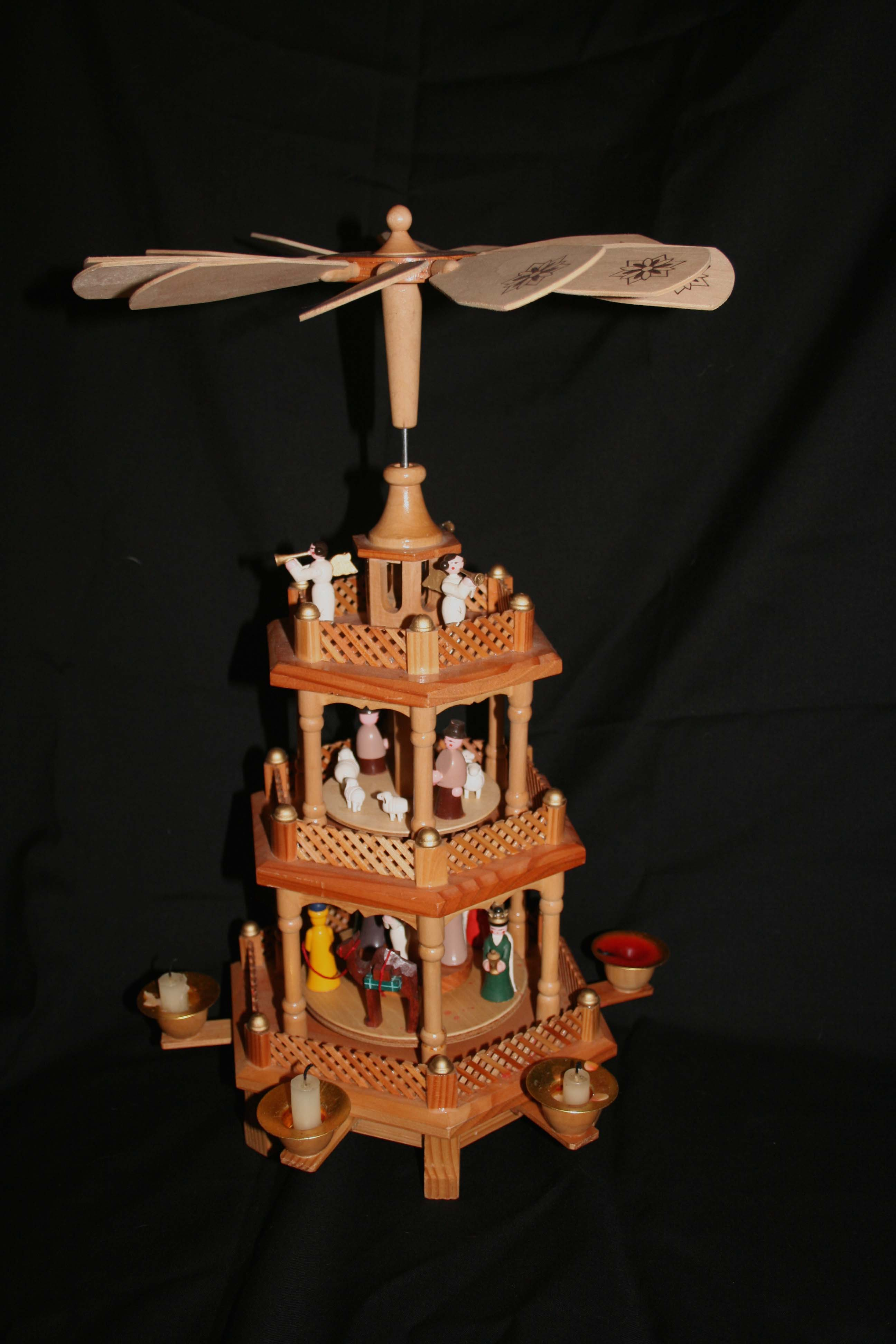
Різдвяна піраміда

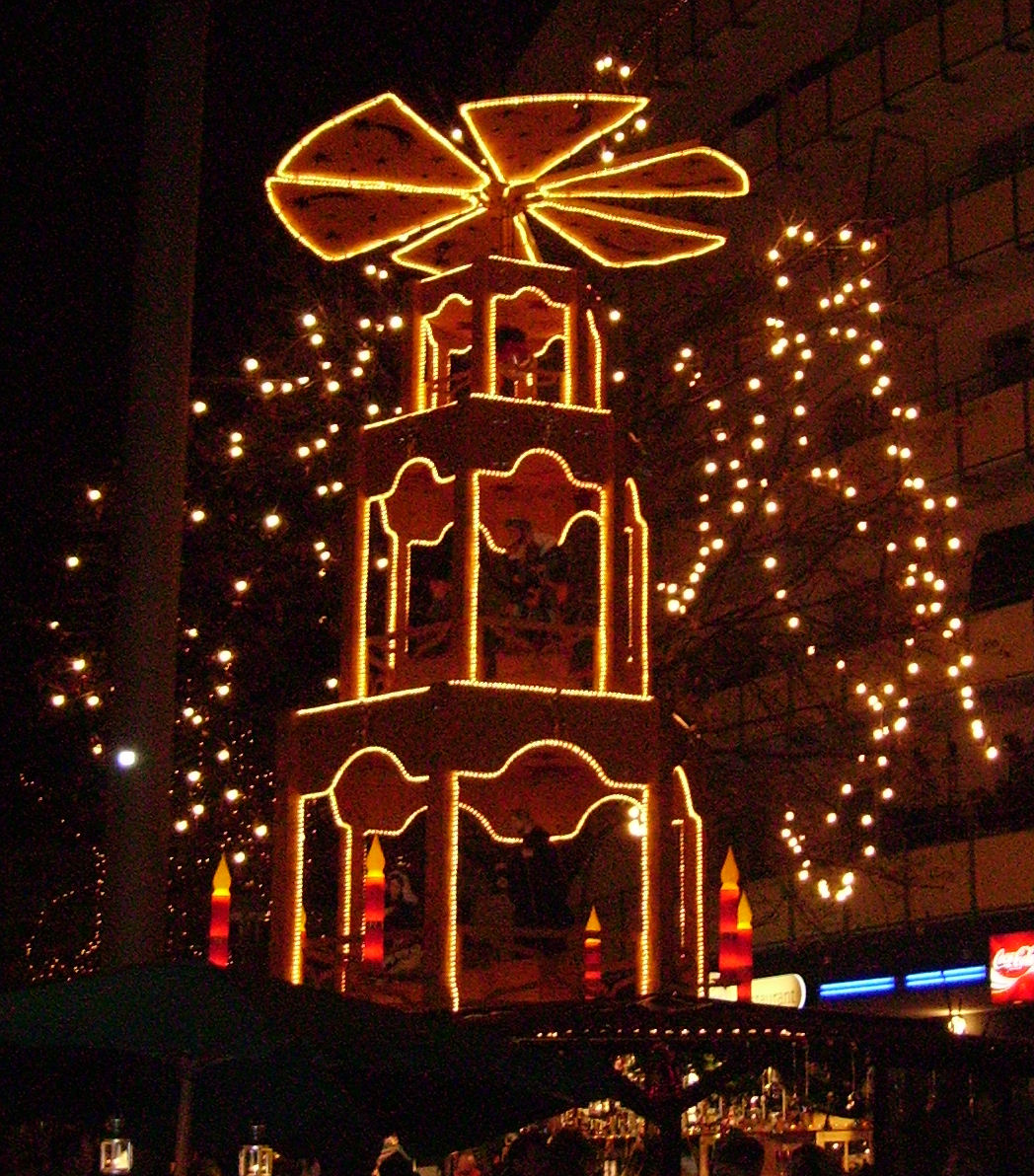
Різдвяна піраміда в Людвігсхафені

Різдвяна піраміда (нім. Weihnachtspyramide) — традиційна різдвяна прикраса у німецьких будинках, родом з регіону Рудних гір, що є прикрашеною фігурками дерев'яною конструкцією зі свічками у формі каруселі. У передріздвяний час збільшені копії різдвяних пірамід встановлюються на центральних площах і різдвяних ярмарках. Найбільші з них встановлюються в Дрездені та Ганновері.
Часто на різдвяних пірамідах зображуються янголи або сцена Різдва, але також зустрічаються піраміди з фігурками гірників, сценками з життя лісу або повсякденного життя жителів Рудних гір. Різдвяна піраміда обертається завдяки теплому повітрю від свічок, яке піднімається до лопатей, розставлених в піраміді по колу.
Так умілі жителі Рудних гір створили свій різдвяний символ, що поширився по Німеччині до середини XIX століття.